# Gregor Hradetzky
Gregor Hradetzky (31. ledna 1909 Kremže – 29. prosince 1984 Bad Kleinkirchheim) byl rakouský varhanář. V letech před druhou světovou válkou byl také úspěšným rychlostním kanoistou s přezdívkou „vodní Nurmi“.
Byl potomkem proslulé varhanářské rodiny Hradetzkých a od mládí pracoval v rodinné firmě. Věnoval se také lyžování a jízdě na kajaku. V roce 1928 se stal poprvé mistrem Rakouska a v roce 1933 mistrem Evropy. Na Letních olympijských hrách 1936 vyhrál závody singlkajakářů na 1000 metrů a na skládacím kajaku na 10 000 metrů. Je tak spolu s gymnastou Juliem Lenhartem jediným rakouským dvojnásobným zlatým medailistou z letní olympiády. V roce 1938 získal jako reprezentant Velkoněmecké říše bronzovou medaili na mistrovství světa v rychlostní kanoistice v závodě na 1000 metrů.
Jeho sportovní kariéru předčasně ukončila druhá světová válka. Po válce se věnoval stavění varhan, jeho díla se nacházejí ve Vídni (Universität für Musik und darstellende Kunst Wien, Wiener Konzerthaus, Leopoldskirche, kostely v Neuerdbergu, Favoritenu a Leopoldau), v Melku, Bregenzu, Kremži a Götzisu, spolu s Ronaldem Sharpem také vytvořil varhany sydneyské opery.
Byl jmenován čestným občanem své rodné Kremže a obdržel Olympijský řád.